# Contulmo
Contulmo é uma comuna da província de Arauco, localizada na Região de Biobío, Chile. Possui uma área de 961,5 km² e uma população de 5.838 habitantes (2002). Colonizada por alemães.